# NGC 4485
NGC 4485 (również PGC 41326 lub UGC 7648) – galaktyka nieregularna (IBm/P), znajdująca się w gwiazdozbiorze Psów Gończych. Odkrył ją William Herschel 14 stycznia 1788 roku.

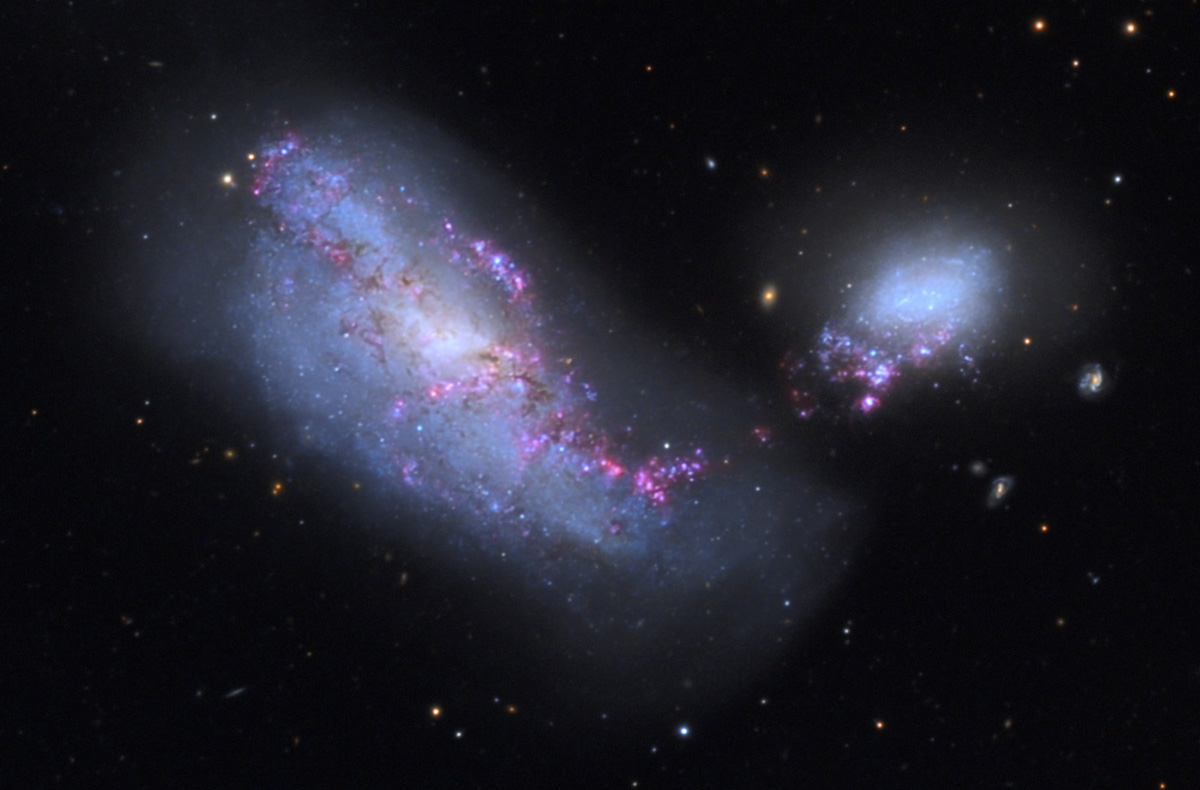
Od lewej NGC 4490 i mniejsza NGC 4485 (Mount Lemmon SkyCenter)

NGC 4485 jest w trakcie zderzenia z NGC 4490. Ta para galaktyk nosi oznaczenie Arp 269 w Atlasie Osobliwych Galaktyk i znajduje się w odległości około 30 milionów lat świetlnych od Ziemi. Dawniej NGC 4485 była galaktyką spiralną, jednak oddziaływanie grawitacyjne z większą sąsiadką sprawiło, że stała się galaktyką nieregularną, zapoczątkowało też intensywne procesy gwiazdotwórcze. Moment najbliższego zbliżenia galaktyki te mają już za sobą i obecnie oddalają się od siebie.
Obok NGC 4485 widoczna jest jasna galaktyka CXOU J123033.6+414057, która jest silnym źródłem promieniowania rentgenowskiego. Znajduje się ona jednak znacznie dalej od Ziemi – w odległości szacowanej na 850 milionów lat świetlnych.